# Sodikart
Sodikart (Société de distribution de karting) est un constructeur de karts français installé près de Nantes. Créé en 1981, c'est aujourd'hui le leader mondial du kart de loisirs et de compétition.
L'activité de Sodikart est principalement axée sur la fabrication de karts de location et de châssis de compétition, mais également sur l'organisation d'évènements, la vente d'équipements et d'accessoires pour le karting (sous la marque Itaka) et la création de produits destinés à la pratique du karting (marques Tekneex, Box's).
Sodikart possède sa propre écurie, Sodi Racing Team (SRT), laquelle est engagée dans les plus importantes épreuves mondiales. Sodikart est également organisateur de plusieurs évènements sportifs (Challenge Rotax, Sodi World Series, NSK...). Il a été le partenaire technologique exclusif des ERDF Masters Kart 2011 de Paris-Bercy, fournissant des machines propulsées par des moteurs électriques.
En 2013, l'entreprise emploie une centaine de personnes et a un chiffre d'affaires de 30 millions d'euros.

## Historique[1]
En 1981, Gildas Merian, un instituteur et pilote de kart breton,, crée Sodikart à Nantes (Loire-Atlantique) sous la forme d’un magasin de pièces de compétition et d’un atelier de préparation de moteurs. En 1982, viennent les premiers titres nationaux en compétition et 1986 voit la création du circuit de karting de Sautron. L'entreprise commence sa coopération avec le motoriste autrichien Rotax en 1988.
En 1991, Sodikart construit sa première usine à Sautron et produit ses premiers karts pour la location et la compétition. La marque Itaka d’accessoires et d'équipements est créée et le premier catalogue de vente par correspondance de produits pour le karting est lancé. Deux ans plus tard, en 1993, Sodikart et ses châssis Sodi remportent le titre de champion du monde de karting avec le pilote français David Terrien et celui de champion du monde des constructeurs avec le châssis Sodi Futura.
L'usine de fabrication actuelle de Couëron est construite en 1998, année de lancement du Challenge Sodikart Smile Compétition. Puis vient le lancement du Challenge Rotax France l'année suivante, et la création de la marque d’équipements Box’s.
Sodikart revient à la compétition au plus haut niveau et remporte en 2003 le titre de vice-champion du monde avec le Français Arnaud Kozlinski. En 2004, les châssis Sodi décrochent à nouveau le titre de vice-champion du monde avec Kozlinski et celui de champion du monde des constructeurs. En 2005 ils remportent le titre de vice-champion d'Europe ICA avec Jean-Éric Vergne. La Bridgestone Cup est créé à l’occasion du Grand Prix de France 2005 de Formule 1.
Les Sodi World Series (SWS) sont lancées en 2009 et, en 2010, Sodikart devient le partenaire officiel de la finale mondiale Rotax. En 2012, Sodikart est champion du monde M18 CIK-FIA (moins de 18 ans), avec le pilote britannique Henry Easthope, et champion du monde des marques dans la catégorie.
Fin 2013, Sodikart s'associe à la FFSA et 3MK Events pour fonder la Kart Racing Academy. Basé au Mans, le programme de formation accessible aux pilotes de 7 à 15 ans fait ses débuts en 2014.
Le week-end final de la saison Karting 2024, marqué par un doublé triomphal en KZ2 lors de la WSK Final Cup à Cremona, a conclu une année remarquable pour Sodikart. En collaboration avec CPB Sport, l’équipe fondée par Paul Bizalion, Sodikart a accumulé les succès dans les compétitions majeures de karting. En KZ, la catégorie phare du karting mondial, Sodikart a décroché la première place au classement des équipes FIA, tandis que CPB Sport terminait deuxième en KZ2. Parmi les faits marquants : Mattéo Spirgel, sacré Champion d’Europe FIA Karting en KZ2; Senna van Walstijn, vice-champion d’Europe en KZ; Giuseppe Palomba et van Walstijn, auteurs d’un doublé historique au Championnat du Monde FIA Karting – KZ à Portimao.